# Лю Чжэньюнь
Лю Чжэньюнь (кит. трад. 劉震云, упр. 刘震云, пиньинь Liú Zhènyún; род. в мае 1958) —— китайский писатель, яркий представитель неореализма, прозаик, профессор Института свободных искусств Китайского народного университета, член Национального комитета Союза писателей Китая, член Пекинской федерации молодёжи, Лауреат литературной премии Дандай и литературной премии Мао Дуня. Лю Чжэньюнь известен прежде всего своим тонким юмором, острыми наблюдениями городской жизни и ежедневных забот простых людей. Постоянно проживает в Пекине.

## Биография
Родился в мае 1958 года в уезде Яньцзинь провинции Хэнань, Китай. В детстве мечтал стать шеф-поваром, актёром местной оперы или деревенским учителем.
С 1973 по 1978 служил в Народно-освободительной армии Китая (НОАК) в пустыне Гоби. После демобилизации в 1978 году вернулся на родину, где работал учителем средних классов. В 1978 году поступил на факультет китайского языка в Пекинском университете и занял первое место на вступительных экзаменах по гуманитарным наукам в провинции Хэнань. После окончания Пекинского университета работал редактором «Нунминь жибао»(«Крестьянская газета»).
С 1988 по 1991 — аспирант факультета китайского языка и литературы имени Лу Синя в Пекинском педагогическом университете.
Женат на правозащитнице Го Цзяньмэй.

### Творческий путь
Первые публикации относятся к началу 1980-х, но настоящая слава пришла к автору после публикации новеллы «Земля, покрытая птичьими перьями» в конце 1980-х о скучной, но полной надежд жизни офисного работника. К 1982 году относится его выпускная работа «Крестьянская газета». После 1987 года в журнале «Народная литература» публикуется целый ряд его рассказов: «Башня», «Рота новобранцев», «Глава», «Чиновник», «История одного служащего», «Вспоминая 1942» и др. В своих ранних работах он продемонстрировал большой потенциал, нарисовав картину городского общества различных слоев. Лю Чжэньюнь сосредотачивает своё внимание на вопросах истории, власти и жизни простого народа.
В 1987—1988 он получает национальную премию за рассказ «Башня». В период с 1991 по 1998 выходит трилогия «Родина», ознаменовав собой выход писателя на новый творческий уровень. В августе 1991 публикует «Родина, мир и желтые цветы», в марте 1993 — «Родина, контакты и хождения», в сентябре 1998 — «Родина, мука и цветы». Карикатуры на родной город и Китай отражают историю страны в целом. Автор преподносит нам историю через сцены борьбы за власть, ежедневные бытовые мелочи, которые раскрывают темную сторону человеческой природы. Его произведения пронизаны глубоким чувством пессимизма и отчаяния, как антитеза слепого оптимизма прогрессивной истории. Всё, что Лю Чжэньюнь может вообразить в истории, также и в реальности, это пошлость и серость. Отличительной чертой его исторического воображения является проявление низости человеческой природы, что характеризует его романы как наиболее острые политические и исторические сатиры в современной китайской литературе. Тема, к которой писатель возвращается все снова и снова, это цикличность и повторяемость истории, которые идут вразрез с понятиями «роста» и «развития». Словесный портрет и бренность — аспекты его произведений, которые иллюстрируют данную тему. Историческая сатира Лю Чжэньюня отображает его разочарование в истории человечества, которую он характеризует как изобилие пошлости, греха, порока и бедствий. Сложность человеческой деятельности и эмоций сводится к наиболее примитивным моделям инстинктивного поведения, то есть борьбе за власть, еду и половых партнеров. Выбрав только детали, связанные с данными инстинктами и желаниями, автор пытался восстановить «первобытные условия» человечества и, в то же время, развенчать все идеи и морали, которыми характеризовался «прогресс» цивилизации.
В 2000-х гг. Лю Чжэньюнь перешёл на ниву сатирической литературы. Смех Лю Чжэньюня вскрывает абсурд повседневных реалий китайской жизни, и в этом умении писатель не имеет равных в современной литературе Китая. Лучшие черты Лю Чжэньюня как сатирика и юмориста воплотились в романе «Я не Пань Цзиньлянь» (2012).
Правдоискательство главной героини, на которую возвели напраслину, сравнив с легендарной распутницей Пань Цзиньлянь, приводит к невероятной цепочке событий, абсурдных и вместе с тем совершенно реалистичных. За внешней простотой языка автора скрывается отточенность стиля, характеризующегося оригинальной и остроумной образностью.
В 2015 году роман «Я не Пань Цзиньлянь» в переводе О. П. Родионовой вышел в России в издательстве «Гиперион».

## Публикации на русском языке
- Я не Пань Цзиньлянь / пер. с кит. О. П. Родионовой. — СПб.: ИД «Гиперион», 2015. — ISBN 978-5-89332-250-7
- Мобильник / пер. с кит. О. П. Родионовой. СПб.: ИД «Гиперион», 2016. — ISBN 978-5-89332-270-5
- Меня зовут Лю Юэцзинь / пер. с кит. О. П. Родионовой. — СПб.: ИД «Гиперион», 2016. — ISBN 978-5-89332-276-7
- Одно слово стоит тысячи / пер. с кит. О. П. Родионовой. — СПб.: ИД «Гиперион», 2017. — ISBN 978-5-89332-296-5
- Дети стадной эпохи / пер. с кит. О. П. Родионовой. — СПб.: ИД «Гиперион», 2019. — ISBN 978-5-89332-326-9
- Один день что три осени / пер. с кит. О. П. Родионовой. — СПб.: ИД «Гиперион», 2022. — ISBN 978-5-89332-396-2